# Music Video Interactive

Logo

Music Video Interactive (MVI) ist eine Weiterentwicklung der Audio-CD. Das DVD-basierte Bild- und Tonträgerformat wurde infolge der einbrechenden CD-Verkäufe von der Warner Music Group entwickelt und 2007 in den USA vorgestellt.
Auf dem digitalen Datenträger, der mit handelsüblichen DVD-Playern abgespielt werden kann, befindet sich die jeweilige Aufnahme in verbesserter Soundqualität (48kHz/24-Bit-Stereoformat, teilweise auch Surround Sound Stereo oder Hi-Res Surround) mit zahlreichen zusätzlichen interaktiven Features, wie Musikvideos, Klingelton-Editoren und Remix-Software, Bonustracks, Songtexten, Bildschirmschonern, Fotogalerien, Instant-Messenger-Icons oder der Downloaderlaubnis für Bonus-Tracks, zusätzliche Videos oder Interpreten-Updates. In jedem Fall enthält der Datenträger das komplette Album im MP3-Format, um vom Konsumenten auf digitale Musik-Player (z. B. MP3-Player oder MiniDisc-Player) oder beschreibbare CDs für herkömmliche CD-Spieler transferiert werden zu können.